# Raïon d'Youkamenskoïe
Le raïon d'Youkamenskoïe (russe : Юка́менский райо́н; oudmourte : Юкаменск ёрос, Jukamensk joros) est un raïon de la république d'Oudmourtie en Russie,.

## Présentation
La superficie du raïon d'Youkamenskoïe est de 1 019,7 km2.
Le raïon de Youkamenskoïe est situé dans la partie nord-ouest de l'Oudmourtie. 
Il est bordé par le raïon d'Yar au nord, le raïon de Glazov à l'est, le raïon de Krasnogorskoïe au sud et l'oblast de Kirov à l'ouest. 
Environ 30 % de la superficie du raïon est boisée. 
Les affluents de la rivière Lekma et des affluents Kuzma et Ubyt de la Tcheptsa, s'écoulent dans le raïon. 
Les minéraux extraits du raïon comprennent la tourbe, l'argile, le calcaire et le gravier.
Yukamenskoïe est relié par la route à Ijevsk via Glazov,. 
Le raïon a une entreprise de production de tourbe, une briqueterie, une usine de transformation du lin, une laiterie, une fabrique de pain et une entreprise d'approvisionnement et de transformation du bois dans le district. 
L'agriculture est axée sur la production de lait et de viande, ainsi que sur la culture de céréales, de pommes de terre, de lin et de légumes.
Le journal local est intitulé Znamja Oktjabrja.

## Démographie
La population du raïon de Youkamenskoïe a évolué comme suit:
| 1959   | 1970   | 1979   | 1989   | 2002   |
| ------ | ------ | ------ | ------ | ------ |
| 19 196 | 16 874 | 14 312 | 13 172 | 11 947 |

| 2009   | 2015  | 2019  | 2021  | - |
| ------ | ----- | ----- | ----- | - |
| 10 455 | 9 050 | 8 368 | 7 574 | - |